# Тумановська сільська рада (Зав'яловський район)
Тума́новська сільська рада (рос. Тумановский сельский совет) — сільське поселення у складі Зав'яловського району Алтайського краю Росії.
Адміністративний центр та єдиний населений пункт — село Тумановський.

## Населення
Населення — 310 осіб (2019; 397 в 2010, 510 у 2002).